# 영광중학교 (경북)
영광중학교(榮光中學校)는 대한민국 경상북도 영주시 영주동에 있는 사립 중학교이다.

## 학교 연혁
- 1951년 9월 27일 : 경안중학교로 개교
- 1951년 12월 30일 : 경안중학교 설립인가(6학급)
- 1951년 12월 30일 : 초대 이사장 강경봉 장로 취임
- 1952년 2월 29일 : 초대 정준 교장 취임
- 1961년 11월 25일 : 학교법인 영광교육재단 설립인가 (문관 제957호)
- 1962년 9월 1일 : 영광중고등학교로 교명 변경
- 1964년 4월 26일 : 학교법인 영광교육재단으로 조직 변경
- 1973년 9월 1일 : 영광중,고등학교 분리 운영
- 1983년 4월 8일 : 영광고등학교 신축 교사로 분리 이전
- 2005년 8월 24일 : 푸르뫼 도서관 개관
- 2011년 4월 10일 : 사교육절감형 창의경영학교 운영 (교육과학기술부 지정 3년)
- 2016년 3월 2일 : 자유학기제 연계학기 운영 연구학교 지정(교육부 2년)
- 2021년 11월 4일 : 제8대 강한구 이사장 취임
- 2023년 3월 1일 : 제18대 김철호 교장 취임
- 2023년 3월 2일 : 인공지능(AI) 교육 선도학교 지정(2021-2023)
- 2024년 1월 5일 : 제71회 120명 졸업(졸업생 계 21,797명)
- 2024년 3월 1일 : 공간재구조화 사업(그린스마트스쿨) 선정
- 2024년 3월 4일 : 2024학년도 신입생 118명 입학

## 참고 자료
- 영광중학교 - 한국교육학술정보원 학교알리미